# Hillview (Illinois)
Hillview es una villa ubicada en el condado de Greene en el estado estadounidense de Illinois. En el Censo de 2010 tenía una población de 193 habitantes y una densidad poblacional de 82,8 personas por km².

## Geografía
Hillview se encuentra ubicada en las coordenadas 39°26′59″N 90°32′17″O / 39.44972, -90.53806. Según la Oficina del Censo de los Estados Unidos, Hillview tiene una superficie total de 2.33 km², de la cual 2.33 km² corresponden a tierra firme y (0%) 0 km² es agua.

## Demografía
Según el censo de 2010, había 193 personas residiendo en Hillview. La densidad de población era de 82,8 hab./km². De los 193 habitantes, Hillview estaba compuesto por el 97.41% blancos, el 1.04% eran afroamericanos, el 0% eran amerindios, el 0% eran asiáticos, el 0% eran isleños del Pacífico, el 0.52% eran de otras razas y el 1.04% pertenecían a dos o más razas. Del total de la población el 0.52% eran hispanos o latinos de cualquier raza.